# Dům Pasáž
Dům Passage či Pasáž, objekt znám též pod názvy Hotel Pasáž nebo Pasáž Praha, uváděn bývá i jako Kino a Hotel Pasáž, stojí od roku 1926 v obchodně správní části Karlových Varů v ulici T. G. Masaryka 941/47. Je příkladem moderní architektury meziválečného období. Později byl dům propojen pasáží do ulice Dr. Davida Bechera 151/24. 

## Historie
Karlovarský architekt Franz Lapper vypracoval v květnu 1925 pro vlastníky pozemku v Kaiser Franz Josef Strasse, dnešní ulici T. G. Masaryka, projekt novostavby obytného domu. Stavba se uskutečnila v letech 1925–1926. V přízemí se nacházely obchodní prostory a v patře byla kavárna. Ve dvorním traktu byla zbudována pasáž, první svého druhu v Karlových Varech, ze které bylo možno postranním schodištěm vystoupat do dvorní galerie. Objekt býval znám jako Hotel Passage.
V letech 1927–1930 došlo k další stavební činnosti. Po postavení nádvorního traktu zde bylo zřízeno kino Passage (později psáno Pasáž, pak přejmenováno na kino Praha). V roce 1930 byla obchodní pasáž přebudována a průchodem zde byly propojeny Kaiser Franz Josef Strasse a Neue Bahnhof Strasse, dnešní ulice T. G. Masaryka s ulicí Dr. Davida Bechera.

## Ze současnosti

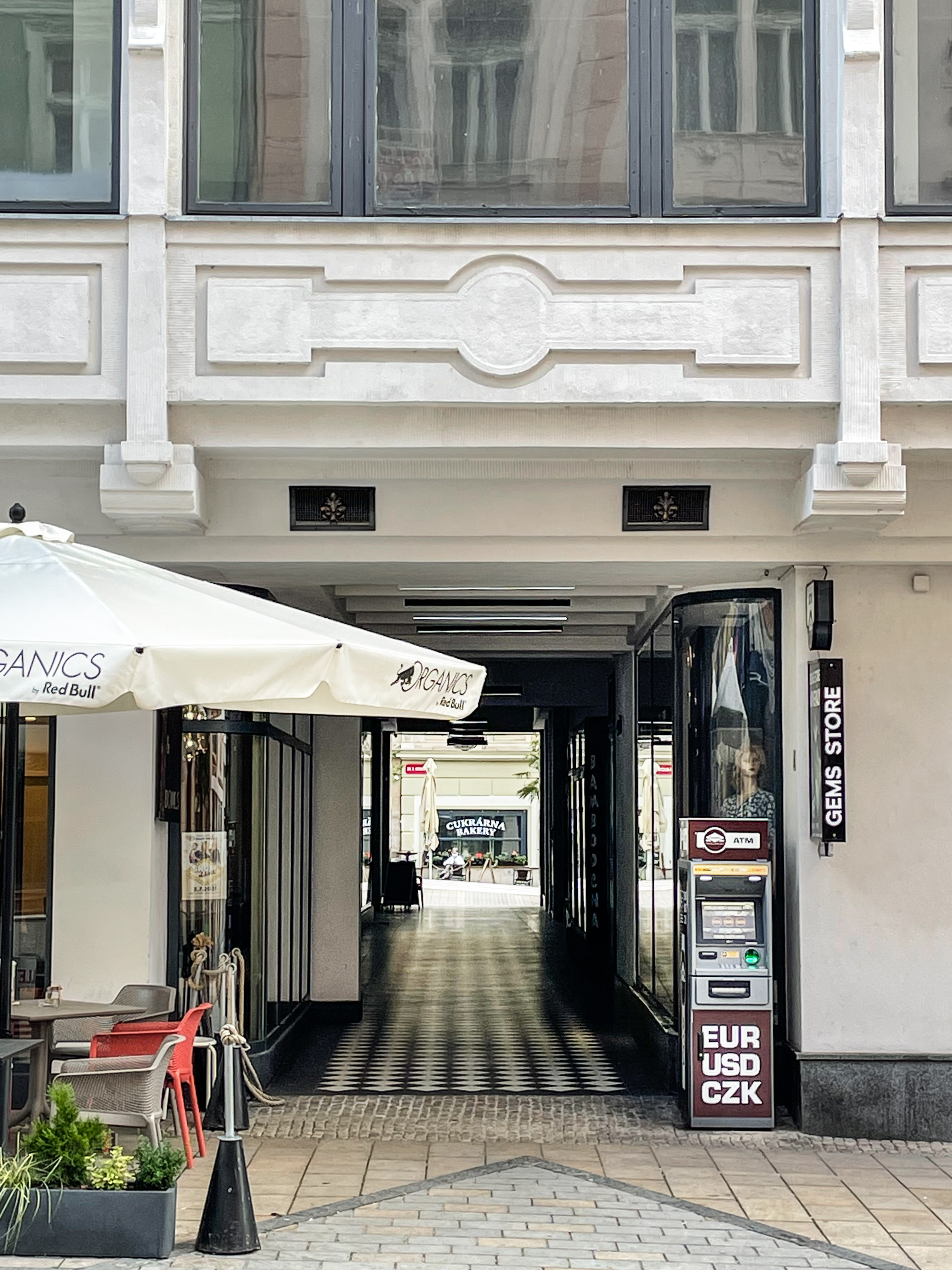
Pasáž T. G. M., pohled z ulice T. G. Masaryka

V období konání karlovarských mezinárodních filmových festivalů byl od roku 2001 v domě Passage několikrát zorganizován program festivalového klubu Aeroport. V této části města v domě na pěší zóně nebylo konání klubu v dalších ročnících festivalu vítáno a obyvatelé proti jeho umístění podali petici u městského zastupitelství.
Dům je součástí městské památkové zóny. V roce 2014 byl uveden v Programu regenerace Městské památkové zóny Karlovy Vary 2014–2024 v části II. (tabulková část 1–5 Přehledy) v navrhovaných objektů k zápisu do Ústředního seznamu nemovitých kulturních památek na území MPZ Karlovy Vary s aktuálním stavem „nevyhovující“.
V roce 2017 došlo k zásadní úpravě fasády domu. Ta byla poničená a po léta kazila vzhled pěší zóny. Opravit brizolitový plášť domu nebylo jednoduché, nakonec se však podařilo najít stavební firmu se zručnými řemeslníky i potřebnou technologií. Při opravě byly použity výhradně přírodní materiály. Barvu na základě průzkumů doporučil Národní památkový ústav. Vápenná omítka pak potřebovala vyzrání, což se časem projevuje na ztmavnutí fasády. Podle vyjádření nového majitele bude dům co nejvíce přizpůsoben potřebám města a pěší zóny. Uvažuje o vybudování ubytovací kapacity, nikoliv však klasického hotelu čtyřhvězdičkového či pětihvězdičkového typu, ale cenově dostupného ubytování v apartmánech pro tuzemské návštěvníky.
V současnosti (srpen 2021) je dům evidován jako objekt k bydlení ve vlastnictví společnosti LAPPER PROJECT, s. r. o.

## Průchod
Pasáž T. G. M. spojuje již od roku 1930 ulice T. G. Masaryka (dům 941/47) a Dr. Davida Bechera (dům 151/24).